# Final Fantasy VII Remake
Final Fantasy VII Remake (ファイナルファンタジーVII リメイク Fainaru Fantajī VII Rimeiku?) es un videojuego de rol de acción, publicado por la empresa Square Enix inicialmente para la plataforma PlayStation 4, que fue lanzado el 10 de abril de 2020. Es una nueva versión del primer tramo argumental del videojuego Final Fantasy VII lanzado en 1997 para la consola PlayStation. Una versión mejorada y ampliada, con el subtítulo Integrade, fue lanzada posteriormente para PlayStation 5 el 10 de junio de 2021 y por último fue lanzado para PC el 17 de junio de 2022. Se lanzará en Nintendo Switch 2 y Xbox Series en julio de 2025.
La historia sigue al mercenario Cloud Strife mientras él y el grupo ecoterrorista AVALANCHE luchan contra la corrupta megacorporación de Shinra y el legendario exsoldado de Shinra Sefirot. El videojuego combina la acción en tiempo real similar a Dissidia Final Fantasy con otros elementos estratégicos.
La nueva versión fue anunciada después de años de rumores y solicitudes de fanáticos. Cuatro miembros clave del personal volvieron a ayudar con la nueva versión: el diseñador de personajes original Tetsuya Nomura regresó como director y diseñador de personajes principales, el director original Yoshinori Kitase actuó como productor, Kazushige Nojima volvió a escribir el guion y el compositor Nobuo Uematsu. Debido a la escala del proyecto, el equipo decidió lanzar una nueva versión como videojuegos múltiples para que no se reduzca el contenido original. También decidieron agregar contenido nuevo y ajustar los diseños de los personajes originales para equilibrar el realismo y la estilización.
La segunda parte de esta nueva versión, Final Fantasy VII Rebirth, se publicó el 29 de febrero de 2024 para PlayStation 5.

## Argumento
La nueva versión de Final Fantasy VII, vuelve a contar la historia del videojuego original, que sigue a Cloud Strife, un ex-soldado de Shinra que se une al grupo ecoterrorista Avalanche como un mercenario para luchar contra la corporación Shinra, que ha estado drenando la corriente vital del planeta. A diferencia de las adaptaciones del videojuego original lanzado para computadoras y otras plataformas de alta definición, ésta es una nueva versión completamente desarrollada desde cero, con gráficos poligonales completos en lugar de los entornos pre-renderizados del original.
Las imágenes mostradas en la PlayStation Experience 2015 demostraron tanto la exploración como la mecánica de batalla, que tienen lugar en tiempo real como Final Fantasy XV. A diferencia del sistema "Active Time Battle" del original, la nueva versión parece usar un sistema de batalla en tiempo real similar a la serie de Kingdom Hearts, que permite a los jugadores controlar libremente a Cloud o a uno de sus aliados mientras usan sus respectivas armas para atacar a los enemigos. Los jugadores también podrán usar magia e invocaciones, y un indicador de "Limit Break" permite a los personajes realizar ataques más poderosos una vez cargados. El productor Yoshinori Kitase declaró que aunque el videojuego tiene más elementos en tiempo real todavía habría elementos estratégicos, como la selección de armas y magia para que cada personaje los ejerza.

### Trama
Cloud Strife (Cody Christian / Takahiro Sakurai) es un ex-soldado, que fue miembro de los guerreros de élite de Shinra Electric Power Company. Shinra usa a Mako, una forma refinada de la energía espiritual del planeta recolectada por reactores masivos, para impulsar la metrópolis de Midgar y desarrollar tecnología de vanguardia. Desilusionado con Shinra, y a petición de su amiga de la infancia Tifa Lockhart (Britt Baron / Ayumi Itō), Cloud acepta un trabajo como mercenario para Avalanche, una organización eco-terrorista dirigida por Barret Wallace (John Eric Bentley / Masahiro Kobayashi). Barret cree que la recolección excesiva de Mako daña el planeta, lo que lidera un ataque con bomba en un reactor de Mako. Después, Cloud es perseguido por los recuerdos de Sefirot (Tyler Hoechlin / Toshiyuki Morikawa), un enigmático ex-soldado, y conoce a la florista Aeris Gainsborough (Briana White / Maaya Sakamoto). Extrañas entidades parecidas a fantasmas, que alternativamente ayudan y obstaculizan a Cloud a lo largo del juego, hacen que sea reclutado para otro ataque, en el que desaparece en acción. Cloud se encuentra con Aeris nuevamente y la protege de las fuerzas de Shinra. Después de reunirse con Tifa, el trío se entera de que Shinra planea colapsar un pedazo del "plato" en los barrios bajos del Sector 7. Avalanche no logra detener el plan de Shinra y el plato cae. Aeris ayuda a la mayoría de la población y a la hija de Barret, Marlene Wallace, a evacuar a tiempo, pero es capturada por Shinra.
Cloud, Tifa y Barret se infiltran en la sede de Shinra y rescatan a Aeris de ser utilizada como experimento por Hojo (James Sie / Shigeru Chiba), el científico de Shinra. Ella revela que es la última descendiente de Cetra, una raza precursora casi extinta que residía en una "Tierra Prometida", que Shinra codiciaba por sus ilimitadas reservas de Mako. El grupo se encuentra con una criatura parlante parecida a un lobo llamada Red XIII (Max Mittelman / Kappei Yamaguchi), quien explica que las entidades fantasmales se llaman ecos/murmullos. Existen para asegurar que el curso del destino no se altere, corrigiendo cualquier desviación de este curso. Mientras tanto, Sefirot se infiltra en Shinra y roba una entidad misteriosa conocida como "Jénova", relacionada con la extinción del Cetra.
En un enfrentamiento en la parte superior de la sede de Shinra, Sefirot asesina al presidente de Shinra. El hijo de Shinra, Rufus (Josh Bowman / Tōru Ōkawa) asume el control de la compañía y lucha contra Cloud, pero es derrotado. Cloud y sus aliados huyen de la escena a través de la autopista Midgar, pero encuentran a Sefirot esperándolos al final. Después de derrotar al Presagio/Heraldo de Murmullos, una entidad formada por una amalgama de estos, el grupo de Cloud lucha contra Sefirot. Sefirot separa a Cloud del grupo, pidiéndole que se una a él y desafíe el destino. Cloud se niega y lucha contra Sefirot, pero es derrotado, aunque Sefirot lo perdona y se marcha. Mientras tanto, cuando el grupo de Cloud deja Midgar para detener a Sefirot, el soldado Zack Fair (Caleb Pierce / Ken'ichi Suzumura) derrota a un ejército de las fuerzas de Shinra y parten con Cloud a Midgar.
El intermedio agrega escenas finales adicionales que muestran a Cloud y su grupo llegando a la aldea de Kalm después de viajar con Chocobo Bill, y Zack ingresando a la iglesia del Sector 5 en busca de Aeris.

### Intermedio
Poco después del bombardeo del Reactor 5 de Mako, Yuffie Kisaragi (Suzie Yeung / Yumi Kakazu), una ninja que trabaja para Wutai, llega a Midgar y se encuentra con su compañero Sonon Kusakabe (Aleks Le / Yoshimasa Hosoya) para robar "Ultimate Materia" de Shinra. Con la ayuda de una célula Avalanche local, Yuffie y Sonon se infiltran en el laboratorio bajo la sede de Shinra y luchan a través de las fuerzas de Shinra antes de descubrir que la Materia Suprema aún no está completa. Mientras intentan escapar, se enfrentan a un supersoldado de Shinra llamado Nero (Sean Chiplock / Ryōtarō Okiayu). Superado, Sonon se sacrifica para asegurarse de que Yuffie pueda escapar. Ella deja la sede de Shinra justo a tiempo para ver caer la placa del Sector 7. Algún tiempo después, Yuffie ha dejado Midgar y reflexiona que para lograr su deseo de ver la caída de Shinra, necesitará un equipo que la ayude.

## Producción

### Historia

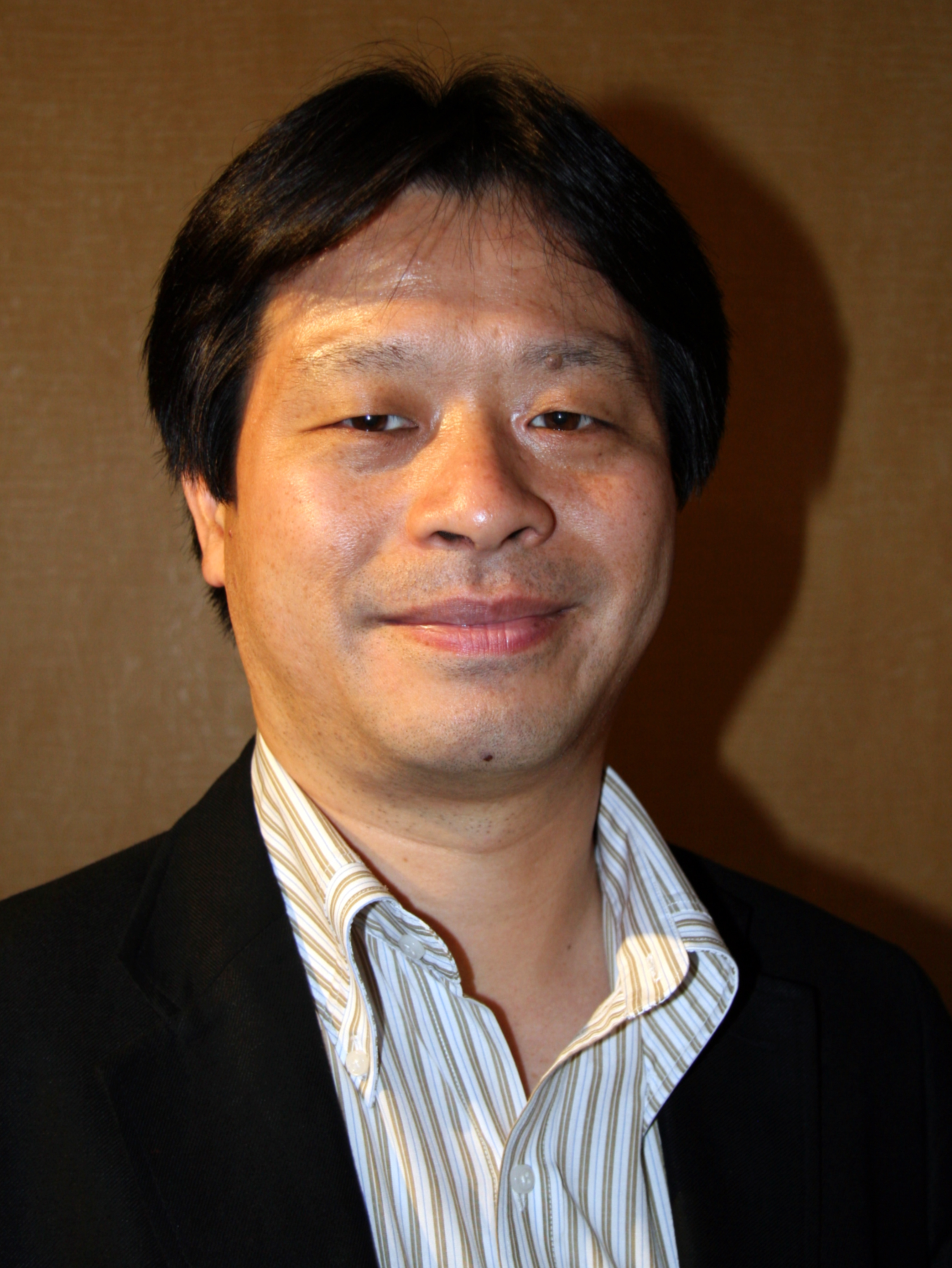
Yoshinori Kitase, director original de Final Fantasy VII y productor de la nueva versión, en 2009

Final Fantasy VII fue desarrollado por Square (más tarde Square Enix) para la consola doméstica de PlayStation. Comenzando su desarrollo en 1994 como un proyecto de Nintendo antes de transferirse a la PlayStation, su personal principal incluía al productor y creador de la serie Hironobu Sakaguchi, el director y coescritor Yoshinori Kitase, el artista Yusuke Naora, el diseñador de personajes Tetsuya Nomura y el escritor de escenarios Kazushige Nojima. Lanzado en 1997, el videojuego recibió un reconocimiento contemporáneo y duradero, se convirtió en el título más vendido en la franquicia de Final Fantasy con más de 11 millones de unidades vendidas en todo el mundo, y estableció la serie Final Fantasy como una franquicia importante. VII se amplió posteriormente a través del proyecto multimedia Compilación de Final Fantasy VII, encabezado por Kitase y Nomura.
Las demandas y los rumores de una nueva versión aumentaron a raíz de una demostración tecnológica de la PlayStation 3 que se mostró en la Electronic Entertainment Expo del año 2005, mostrando la apertura del VII con el nuevo motor Crystal Tools de la compañía y el inminente décimo aniversario del videojuego en 2007. En ambas ocasiones, el personal de Square Enix declaró que no se estaba desarrollando una nueva versión. A pesar de las continuas demandas y rumores difundidos por los mensajes del personal dentro de los títulos de la Compilación, se dieron varias razones por las cuales no se estaba desarrollando una nueva versión: estas razones incluían querer un título contemporáneo para mejorar las ventas y la popularidad del VII; el deseo de centrarse en nuevos títulos; la necesidad de eliminar partes del videojuego original para que el proyecto sea manejable; la dificultad de desarrollar en hardware tan nuevo y potente como la PlayStation 3; y el tiempo de desarrollo requerido eran demasiado largo.
Inicialmente se intentó una nueva versión a principios de la década de 2000, cuando la compañía anunció un nuevo nueva versión para la PlayStation 2 junto con Final Fantasy VIII y IX, pero no se supo nada más de estos proyectos. La principal razón por la que los intentos fracasaron fue porque rehacer VII en el hardware actual sería una tarea "masiva" y, si se mantiene dentro de una sola entrega, se requeriría un gran recorte de contenido. Otra razón citada fue que el personal estaba preocupado por el desarrollo de Final Fantasy XIII y sus secuelas, y una nueva versión habría sido un proyecto igual de grande o más grande de difícil de emprender al mismo tiempo. Una vez que terminó la serie XIII, el equipo tuvo la libertad de perseguir otros proyectos.
El proyecto de la nueva versión finalmente comenzó cuando el productor de Final Fantasy, Shinji Hashimoto, abordó el tema a Kitase, Nojima y Nomura. Los tres estaban llegando a una etapa de la vida que definieron como "esa edad": todos sentían que si esperaban mucho más tiempo, podrían no estar vivos o serían demasiado viejos para desarrollar una nueva versión del VII, y pasar el proyecto a Una nueva generación no se sentía bien. Otra razón para desarrollar el título fue que Square Enix estaba creando una creciente biblioteca de títulos de PlayStation 4, y el equipo esperaba aumentar la popularidad de la consola. Una notable ausencia del equipo originalmente anunciado fue Nobuo Uematsu, quien compuso la música original para el VII. Kitase reveló más tarde que Uematsu estaba trabajando en la música del videojuego en un papel no revelado. Fue la primera vez que Uematsu y Kitase trabajaron juntos desde el lanzamiento de Final Fantasy X, y Kitase inicialmente pensó que Uematsu se negaría, ya que hacía mucho que había abandonado Square Enix y había tenido éxito como compositor independiente.

## Desarrollo
El videojuego alcanzó la etapa de desarrollo completo a fines del año 2015. La producción de la nueva versión de Final Fantasy VII estuvo a cargo de Business Division 1, un equipo de producción interno de Square Enix. Mientras que Nomura estuvo involucrado en el proyecto desde el principio, solo descubrió que era el director después de verse acreditado en un video de presentación interno de la empresa, ya que esperaba que Kitase desempeñara el papel. Reveló que el propio Kitase pensó que Nomura esperaba convertirse en director. Nomura trabajó como director tanto para la nueva versión de Final Fantasy VII como Kingdom Hearts III. A pesar de que ya existía una historia, lo que simplificó en gran medida la producción en algunos frentes, Nojima regresó para crear un nuevo material de la historia. Otro líder del proyecto fue Naoki Hamaguchi, quien anteriormente había servido como programador para Lightning Returns: Final Fantasy XIII y líder del proyecto para Mobius Final Fantasy.
Si bien el equipo tenía la opción de simplemente crear una versión remasterizada del VII con mejores gráficos, como lo habían solicitado muchos fanáticos, notaron que sus gráficos y muchos de sus mecánicos se habían fechado según los estándares modernos. Con esto en mente, decidieron hacer una nueva versión completa, reconstruyendo los sistemas de videojuego para satisfacer los gustos modernos y utilizando la tecnología de videojuego actual para recrear el mundo del VII. Esta decisión provocó la creación de una nueva versión con el sistema de batalla basado en la acción, además del título moderno más representativo para la serie Final Fantasy del 2009, el videojuego de lucha Dissidia Final Fantasy. Con esto en mente, el sistema de batalla se basará en ese estilo basado en la acción mientras no pasa a un sistema completamente basado en la acción. El sistema de batalla está siendo manejado por Nomura y Mitsunori Takahashi, el último de los cuales había trabajado tanto en la serie Kingdom Hearts como en Dissidia 012 Final Fantasy. Uno de los diseñadores del videojuego fue Kyohei Suzuki, un veterano de la División de Negocios 4 de la compañía que anteriormente había trabajado como planificador para Kingdom Hearts 358/2 Days y Kingdom Hearts Coded. El objetivo del equipo era conservar todas las mecánicas de videojuego originales que gustaban a los jugadores.
Al desarrollar el escenario, el equipo tuvo que trabajar con cuidado para que el videojuego no fuera demasiado nostálgico. También debían tomar decisiones acerca de lo que podría ser transferido del original y lo que se necesitaba un ajuste debido a los cambios en las normas sociales desde el lanzamiento del original, en particular una escena en la que Cloud se vestía de mujer como parte de una misión de infiltración. El equipo también planeaba incluir referencias a eventos detallados en los títulos de la Compilación, aunque la forma que tomarán estas referencias y su alcance aún está bajo consideración. Nomura aclaró más tarde que, a principios de 2017, la nueva versión no compartía una continuidad directa con la Compilación. El escenario para la primera entrega se completó en diciembre del 2015. El videojuego será expresado en su totalidad, y el plan es que los actores de voz de la película de CGI Final Fantasy VII: Advent Children repitan sus roles, aunque no todos ellos han sido preguntados todavía y los personajes que se limitaron a apariciones como Red XIII pueden ser refundidos. Originalmente iba a estar relacionado con la historia, pero el equipo no quiso dar la impresión de que fue una secuela o una derivación. En lugar de usar los modelos de personajes y el estilo gráfico de Advent Children, que en ese momento se había desarrollado utilizando tecnología de diez años antes, el equipo decidió crear nuevos diseños y modelos para personajes: Nomura deseaba equilibrar el realismo de la película con la estilización deformada. Nomura está a cargo de los diseños de personajes principales renovados, mientras que el diseñador Roberto Ferrari está a cargo de los diseños para personajes secundarios. El modelado de personajes está siendo supervisado por Visual Works, la rama de desarrollo CGI de Square Enix.
En lugar de desarrollar su propio motor, Square Enix licencia a Epic Games y su Unreal Engine 4 para desarrollar el videojuego, con Square Enix y Epic Games Japón trabajando juntos para optimizar el motor para la nueva versión. El equipo también recibió asistencia técnica de los desarrolladores de Kingdom Hearts III, ya que este último videojuego se está desarrollando con el mismo motor. La iluminación del videojuego se complementa con "Enlighten", un motor de iluminación con licencia de la compañía de software Geomerics. Para ayudar con el videojuego de acción y la calidad de video, Square Enix se asoció originalmente con el desarrollador de videojuegos CyberConnect2: aunque se apreciaba su experiencia, las dos compañías necesitaban mantenerse en contacto directo debido a los diferentes estilos de desarrollo. En 2017, el enfoque de desarrollo del videojuego pasó de ser desarrollado con socios externos a ser un proyecto principalmente interno. Uno de los cambios más importantes fue el hecho de que el videojuego se planeó como un lanzamiento para varios videojuegos: según Kitase, esto se debió a que tratar de encajar el videojuego en un solo lanzamiento implicaría cortar grandes partes del videojuego, lo cual fue Contra la visión del equipo. Al dividir el videojuego en varias partes, el equipo pudo dar a los jugadores acceso a áreas del videojuego, como dentro de la ciudad de Midgar, inaccesibles en el original. Se planea que cada videojuego esté en una escala similar a Final Fantasy XIII.

### Prelanzamiento
Los rumores sobre el inicio del desarrollo de Square Enix en una nueva versión aparecieron en 2014, aparentemente provenientes de una fuente de la industria. nueva versión se anunció oficialmente en la Electronic Entertainment Expo (E3) de 2015 durante la conferencia de PlayStation: el anuncio recibió una ovación de la audiencia. El avance del anuncio fue creado por Visual Works. Los precios de las acciones de Square Enix subieron a raíz del anuncio a su calificación más alta desde noviembre del año 2008, y el lanzamiento de YouTube del revelador tráiler acumuló más de 10 millones de visitas en las próximas dos semanas. A continuación se presentó en la PlayStation Experience 2015, que mostró escenas y jugabilidad de la secuencia de apertura del VII.
Durante el evento de ceremonia de inauguración del 30 aniversario de Final Fantasy organizado por Square Enix en Tokio el 31 de enero de 2017, el 20 aniversario de Final Fantasy VII, se presentó la primera imagen visual clave del videojuego CGI, junto con anuncios de un evento de colaboración con Mobius Final Fantasy. El 18 de febrero, Nomura reveló y discutió dos nuevas capturas de pantalla del videojuego, mostrando el HUD actualizado del videojuego. Si bien quería mostrar imágenes de video, Square Enix rechazó su solicitud. Debido a la falta de material de archivo desde 2015, cambiar al desarrollo interno y otros proyectos en los que participó Nomura, hubo inquietudes sobre el estado del proyecto. Hablando después del E3 2018, Nomura declaró que el videojuego estaba en desarrollo activo, con toda su atención en él cuando se completó Kingdom Hearts III. Después de años sin material de archivo sustancial, se mostró un tráiler durante la transmisión en vivo de PlayStation 2019 State of Play. Kitase anunció que el equipo había querido "probar algo nuevo" en la transmisión del estado del videojuego mostrando el tráiler. En la conferencia del E3 2019 Electronic Entertainment Expo 2019 de Square Enix se mostró entre otras cosas el nuevo diseño de Tifa, el enfoque más táctico del combate recordando el original, una demo del primer jefe, las diferentes ediciones y que la primera parte será lanzada el 10 de abril de 2020 estando situada en su totalidad en Mídgar.

## Modo de juego
Perteneciente al género de Videojuegos de rol de acción con elementos de Hack and slash, incorpora una gran cantidad de mecánicas que se usaron en todo el recorrido de la franquicia e innovaciones propias.
Tales como:
- Estilo de combate: Cada personaje tendrá un estilo único de combatir el cual se modifica al presionar triángulo (), compartiendo únicamente acciones como bloquear y esquivar. Estos estilos únicos se verán en las diferentes formas en que los personajes acatan la indicación de atacar con el cuadrado (). Estos personajes jugables son un total de 4, aunque solo se podrán usar 3 en combate, variando su alineación a exigencia de la historia. Por orden de toma de control son:
  - Cloud Strife: Este protagonista posee una gran espada con la que hace ataques cuerpo a cuerpo. Alternando con triángulo entre el Modo Operador donde tiene un equilibrio de acciones ofensivas, defensivas y evasivas. En cambio el Modo Castigador el personaje se enfoca en ataques veloces en detrimento de su movilidad y defensa, aunque sí logra levantar la guardia antes de recibir un ataque cuerpo a cuerpo efectuará un contraataque. Sí esquiva en este modo, volverá al Modo Operador. Es el caballero del grupo.
  - Barret Wallace: Este protagonista lleva una prótesis que reemplaza su brazo derecho por una ametralladora. Se especializa en ataques a distancia pudiendo eliminar fácilmente a enemigos voladores o en puntos elevados con una constante ráfaga de balas, más sin embargo es lento pero también resistente. Su habilidad personal consiste en disparar desde todos sus cañones un Estallido que se usa y recarga pulsando triángulo. Es el tanque del grupo.
  - Tifa Lockhart: Esta protagonista al igual que Cloud, combate cuerpo a cuerpo usando puñetazos y patadas como armas para efectuar combos rápidos. Tiene una habilidad llamada técnica secreta que desbloquea un máximo de 3 niveles de chi en los cuales Tifa golpeará más fuerte y se moverá más rápido por un periodo de tiempo limitado, lo que le será útil para evadir y resguardar su limitada vitalidad. Sí se usa el triángulo durante los efectos del chi, Tifa desatará un devastador ataque hará mucho daño de golpe pero volverá al nivel anterior de chi. Es el personaje Daño por segundo del grupo.
  - Aeris Gainsborough: Esta protagonista al igual que Barret, combate a distancia usando su magia que lanza al enemigo en forma de estrellas fugaces que impactan con él. Tiene la habilidad personal llamada Tempestad que consiste en que manteniendo pulsado triángulo puede cargar un ataque granada en forma de una enorme estrella que estalla después de unos segundos, llegando a ser devastadora su explosión sí el enemigo no se mueve pero liberando el ataque antes de estar cargado lanza unos ataques similares a los normales pero en un racimo de 3. Su alta estadística en magia potencia los hechizos curativos, hacen de ella en una maga blanca del grupo.

- Batalla de tiempo activo (BTA) / Batalla en Tiempo Continuo (BTC): En la que cada miembro del equipo tiene una barra recargable con el tiempo. Cuando está completa, el personaje puede realizar una acción como atacar al enemigo o utilizar una habilidad especial. Una vez ejecutada la acción, el indicador BTC se agota y debe recargarse. La tasa de recarga del medidor viene correlacionada con la estadística de velocidad de cada personaje, siendo unos más rápidos que otros.
  - En este remake se ha innovado dando la posibilidad de seguir atacando con ataques normales, pero a su vez estos ataques al igual que bloquear ataques aceleran la recarga de la barra, ahora seccionada en dos. Habiendo habilidades muy poderosas que requieren de ambas mitades para ser efectuadas. Aparte ahora para usar objetos consumibles se requiere de una mitad.
  - En cualquier momento se puede entrar en el Modo Táctico, donde el tiempo se ralentiza en cámara lenta, permitiendo al jugador darse tiempo para elegir o corregir su estrategia.
- Habilidades: Cada personaje tiene sus propias habilidades directamente ligadas a su estilo de combate. Su uso cuesta por lo menos una mitad de la barra BTC. Cada personaje cuenta con al menos 6 habilidades como pueden ser:
  - En el caso de Cloud un golpe rápido que cambia de Modo Operador a Modo Castigador
  - En el de Barret una andanada de proyectiles que dependiendo cuando se usen puede llegar a costar las dos mitades de la barra BTC
  - En el caso de Tifa puede usar una lluvia de ataques a un enemigo mientras no se aleje
  - En caso de Aeris puede crear un área desde la cual los hechizos lanzados serán acompañados por un segundo hechizo sin costo extra en Puntos de Maná.
- Hechizos: Hay una gran variedad de hechizos en los cuales se incluyen los que hacen daño elemental de fuego, hielo, relámpago y viento que harán daño extra a los enemigos débiles a dicho elemento. También hay hechizos que curan, aumentan la defensa por tiempo limitado o resucitan. Pero están limitados por los Puntos de Maná (PM) que cuesta usarlos, se recuperan durante el combate, sentándose en un banquillo o usando objetos consumibles.
- Consumibles: Son objetos que pueden suplir algunos efectos de los hechizos pero de forma notoriamente inferior, como las curas o las granadas o las colas de fénix (estas últimas sirviendo para reanimar a compañeros caídos) pero sin costo de PM, solo limitados a su cantidad.
- Limites:[54] Son los ataques más poderosos de cada protagonista y solo se puede usar cuando la barra de límite está llena lo que ocurrirá después de que el personaje haya recibido suficiente daño. Muy útiles cuando una batalla cruenta se ha alargado lo suficiente. Una vez terminada la batalla la barra de límite se reiniciará a cero impidiendo tenerla preparada para la siguiente batalla. Cada personaje posee dos límites. Uno lo tienen por defecto. El segundo se consigue avanzando en la historia. Los límites por defecto son:
  - Cloud con su Corte Cruzado asesta varios tajos feroces al objetivo y dibuja en el aire el ideograma de mala suerte.
  - Barret con su Bomba Ardiente lanza un proyectil explosivo que inflige daño a los enemigos cercanos al punto de impacto.
  - Tifa con su Salto Mortal lanza al enemigo por los aires mediante una acrobática patada.
  - Aeris con su Viento Sanador restablece bastante vitalidad a los miembros del grupo.
- Invocaciones:[55] Las invocaciones son poderosas criaturas espectrales que normalmente vienen asociadas a un elemento. Su desplazamiento es independiente del jugador pero este puede ordenarle gastando Barras BTC para que desate su inmenso poder sobre el enemigo. Tienen tiempo límite y al irse darán un ataque final increíblemente poderoso. Solo se puede invocar una vez por combate y solo en combates contra jefes.
- Fijar objetivo: Algunos jefes tienen puntos débiles en los cuales el jugador puede centrarse para romper y limitar la movilidad o el repertorio de ataques al enemigo.
- Fatiga y Aturdimiento: Esta mecánica está directamente extraída de Final Fantasy XIII, en la que cada enemigo cuenta con una barra de fatiga que se va llenando mientras recibe daño. Habiendo algunas habilidades que infligen más fatiga que otros. Una vez la barra del enemigo está llena, entrará en un estado de aturdimiento por un breve periodo de tiempo donde el enemigo no podrá defenderse ni atacar y además recibirá el 160% de daño extra. Porcentaje que puede elevarse con ciertas habilidades de los personajes.
- Estados de Efecto:[56] Se dividen en 2 y la mayoría se pueden sufrir o infligir.
  - Beneficiosos: hacen un bien a quien los porte, como lo sería acelerar la velocidad de carga de la barra BTC o curar al jugador lentamente.
  - Perjudiciales: hacen un mal a quien los porte, como lo sería hacerlos mudos y que no puedan pronunciar hechizos o detener todo el movimiento de quien sufra su efecto.
- Atajos: Presionando L1 se puede acceder a un menú rápido de acciones sin tener que pausar la acción como lo sería tomar una cura o lanzar un hechizo.
- Materias:[57] Materia son objetos que permiten a un personaje lanzar hechizos, Invocar, usar nuevos comandos, y también tiene otros diversos usos. Forma parte de la base de habilidades y sistema de capacidades de Final Fantasy VII. Pudiendo también alterar estadísticas tales como la salud o el daño elemental. En este remake se han modificado ligeramente habiendo nuevas y eliminando otras. Existen 5 clases de materia.
  - Materia verde: Se usan para tener disponible un hechizo durante el combate. Ejemplo: un hechizo de fuego.
  - Materia azul: Sirven de apoyo a otras materias con las que comparten ranura conectada. Ejemplo: conectada a un hechizo de curación hace que el hechizo aplique a varios, mismo caso sí fuese un hechizo ofensivo.
  - Materia amarilla: Se usa para tener acceso a nuevos comandos. Ejemplo: Analizar debilidades de enemigos.
  - Materia violeta: Mejora tus estadísticas y te proporciona otros beneficios. Ejemplo: aumentar los PM.
  - Materia roja: Se usa para acceder a invocaciones. Ejemplo: Ifrit, demonio del fuego.
- Armas que enseñan habilidades:[58] Mecánica directamente extraída de Final Fantasy IX. Tras un breve periodo de tiempo usando la habilidad única de un arma esta habilidad se añade al repertorio del jugador sin necesidad de portar el arma que le enseñó dicha habilidad. Dándole incentivo al jugador de practicar con dicha habilidad y ver si se siente cómodo usando un arma con diferentes estadísticas.
- Árbol de habilidades para armas: Mecánica directamente extraída de Final Fantasy XIII. Cada arma tiene un árbol de habilidades donde se usan Puntos de Arma (PA) que se obtienen para todas las armas sin importar si se ganó una batalla con la misma. Los PA se usan para mejorar las estadísticas de ataque o defensa mágico y no mágico mientras es portada. Además de expandir la cantidad de ranuras para Materias.
- Armaduras:[59] Son objetos no exclusivos de los personajes que aumentan su defesa física o mágica pero más importante: tienen diferentes cantidades de ranuras para Materias en diferentes disposiciones (Conectadas y no conectadas)
- Accesorios:[60] Son objetos no exclusivos que proporcionan al personaje no únicamente mejoras estadísticas sino también otros beneficios útiles. Como por ejemplo inmunidad al sueño o revivir inmediatamente con un 1 de vida.
- Estadísticas:[61] miden los atributos de los personajes.
  - Ataque físico: Determina el daño físico infligido por ataques realizados con espadas, armas de fuego o armas de combate cuerpo a cuerpo. Depende de la Fuerza y los atributos del arma.
  - Ataque mágico: Determina el daño mágico infligido por hechizos y habilidades, así como el poder curativo de hechizos como Cura. Depende de la Magia y los atributos del arma.
  - Defensa física: Determina la defensa frente al daño físico. Depende de la Entereza y los atributos de la protección.
  - Defensa mágica: Determina la defensa frente al daño mágico. Depende del Espíritu y los atributos de la protección.
  - Fuerza: Aumenta el Ataque físico en proporción a su valor.
  - Magia: Aumenta el Ataque mágico en proporción a su valor.
  - Entereza: Aumenta la Defensa física en proporción a su valor.
  - Espíritu: Aumenta la Defensa mágica en proporción a su valor.
  - Suerte: Aumenta el índice de probabilidad de asestar un golpe crítico, así como el índice de éxito de Robar, en proporción a su valor.
  - Velocidad: Aumenta la velocidad de carga de la barra de BTC en proporción a su valor.

Cada personaje jugable tiene el mismo desplazamiento fuera del combate, sin poder saltar a menos que sea en una zona marcada con un icono.

## Recepción
La nueva versión de Final Fantasy VII recibió críticas positivas tanto del público, como de la crítica especializada, destacando especialmente la potencia gráfica de la versión de PlayStation 5